# Cultures adolescentes
 (décembre 2017).
Si vous disposez d'ouvrages ou d'articles de référence ou si vous connaissez des sites web de qualité traitant du thème abordé ici, merci de compléter l'article en donnant les références utiles à sa vérifiabilité et en les liant à la section « Notes et références ».
La notion de cultures adolescentes, désigne un ensemble de pratiques culturelles, de savoirs et de compétences développer par les adolescent pour être reconnu par leurs pairs. 

## Histoire
La notion de culture adolescente ne se développe qu’à partir du moment où émerge la notion même d’adolescence, ainsi que l’étude des cultures juvéniles.
Le concept d’adolescence vient alors marquer une rupture avec celui de jeunesse, qui était auparavant utilisé pour désigner cette période de la vie. La jeunesse était alors vue comme une période intermédiaire entre l’enfance et l’âge adulte, marquée par une idée de non-accomplissement par rapport aux adultes. L’adolescence, au contraire, est perçue comme un âge pendant lequel l’individu est en cours d’accomplissement.
Ce changement de perception de l’adolescent a été largement influencé par les travaux du psychologue américain Stanley Hall, qui décrit cette période comme une « seconde naissance » de l’individu.
L’étude des cultures juvéniles, et donc des cultures adolescentes, ne débutera que bien plus tard en France, notamment parce que, pour certains sociologues, et en particulier Émile Durkheim dans son Traité sur l’éducation de 1922, les jeunes sont perçus comme des êtres ne disposant pas de culture propre, car encore engagés dans un processus de socialisation. Ainsi, l’étude de ces cultures ne débutera réellement qu’à partir des années 1960, avec les travaux du sociologue Edgar Morin.
Dans le reste du monde, et en particulier dans le monde anglo-saxon, l’étude des cultures juvéniles et adolescentes débute dès les années 1930, notamment avec les travaux de l’anthropologue Margaret Mead.

## Étymologie
La notion de culture adolescente est la jonction entre la notion de culture et celle d'adolescence. 

La culture désigne alors, selon le sociologue Guy Rochet : 
« un ensemble lié de manières de penser, de sentir et d’agir plus ou moins formalisées qui, étant apprises et partagées par une pluralité de personnes, servent, d’une manière à la fois objective et symbolique, à constituer ces personnes en une collectivité particulière et distincte »
La notion d'adolescence fait elle référence à la période comprise entre l'enfance et l'âge adulte. 

## Culture numérique
La culture numérique chez les adolescents passe par une sociabilité numérique leur permettant d'acquérir certaines compétences. Les pratiques numériques essentiellement liées à la communication leur permettent de se construire une identité propre aussi bien réelle que fictive, de se socialiser au-delà d'une rencontre physique et en dehors du cadre familial, et par là même de gagner en autonomie. Au-delà de la simple communication, la dimension ludique et le divertissement prennent une place importante, aussi bien en ce qui concerne les modalités d'interaction que les contenus. 
Ainsi les adolescents construisent peu de compétences informationnelles ou techniques : alors qu'ils passent pour des habitués voire des connaisseurs, ils ne maîtrisent que l'aspect communicationnel et divertissant du numérique.

## Ouvrages relatifs à la culture adolescente
- Glévarec, Hervé. La culture de la chambre. Préadolescence et culture contemporaine dans l'espace familial. La Documentation Française, coll. « Questions de culture », 2009[6]
- Cultures adolescentes.[7] De David Le Breton
- Culture et pratiques numériques juvéniles : Quels usages pour quelles compétences ?[8] De Florian Dauphin
- La communication numérique dans les cultures adolescentes.[9] De Dominique Pasquier
- L'adolescence, sa culture et ses valeurs après Mai 68. De Emmanuel Garrigues[10]